# Omsk
Omsk (tiếng Nga: Омск) là một thành phố của Nga nằm ở tây nam Siberi và là trung tâm hành chính của tỉnh Omsk. Đây là thành phố lớn thứ hai của Nga nếu tính những thành phố ở phía đông dãy núi Ural. Khoảng cách từ Omsk tới Moskva là 2.700 km (1.700 mi).
Trong thời kỳ phong kiến, Omsk là thủ phủ Tổng thống đốc Tây Siberia, và sau đó của Tổng thống đốc Steppes. Trong một thời gian ngắn trong cuộc nội chiến Nga trong 1918-1920, thành phố là thủ phủ của nhà nước chống Bolshevik Nga và giữ dự trữ vàng của triều đình.
Omsk là trung tâm hành chính của các chủ nhà Cossack Siberia. Thành phố cũng là trụ sở của tòa giám mục giáo phận Omsk và Tara, cũng như thủ phủ hành chính của Imam của Siberia.

## Lịch sử
Pháo đài bằng gỗ Omsk được xây dựng năm 1716 để bảo vệ biên giới nước Nga mở rộng dọc theo các sông Ishim và sông Irtysh chống lại những người du mục Kyrgyzstan của Steppes. Trong cuối thế kỷ thứ mười tám, công trình mạnh hơn bằng gạch được xây dựng hữu ngạn của Om, trong số này, các cổng Tobolsk ban đầu và Tara trùng tu cửa vẫn còn đứng, cùng với nhà thờ Lutheran Đức, một kho vũ khí, một nhà tù quân sự, và nhà chỉ huy.
Trong 19 và đầu thế kỷ hai mươi, Omsk trở thành trung tâm hành chính của Tây Siberia và Steppes (Kazakhstan), thêm một nhà thờ và nhà thờ của giáo phái khác nhau, nhà thờ Hồi giáo, một giáo đường Do Thái, dinh thự thống đốc Tổng, một học viện quân sự. Khi biên giới rút đi và tầm quan trọng quân sự của thành phố bị giảm sút, thành phố trải qua một ngưng phát triển, đó là trong thời gian giữa thế kỷ 19 Dostoevsky sống viết lưu và viết lách ở đây.
Sự bùng nổ mới bắt đầu với việc xây dựng đường sắt xuyên Xibiri trong thập niên 1890, khién các thương gia để đổ xô đến thành phố để tận dụng lợi thế của các ngã ba đường sắt / sông. Nhiều công ty thương mại thành lập các cửa hàng và văn phòng tại Omsk, kết quả trong việc xây dựng các khu cũ đẹp như tranh của thành phố, góp phần vào sự phát triển nhanh chóng của Omsk thành một thành phố lớn. Lãnh sự quán Anh, Hà Lan và Đức đã được thành lập vào khoảng thời gian đó để đại diện cho lợi ích thương mại của họ. Đỉnh cao của sự phát triển cho cách mạng Omsk đến với Triển lãm Công nghiệp và Nông nghiệp Siberia vào năm 1910, một phứchợp các tòa nhà và đài phun nước được xây dựng. Phù hợp với sự phổ biến của Hội chợ Thế giới trong ngày, các quan sát viên trình bày ảnh hưởng để báo trước sự kỳ diệu của "Chicago của Siberia".
Ngay sau khi cuộc cách mạng năm 1917, các lực lượng Bạch vệ chống Bolshevik nắm quyền kiểm soát của Omsk. "Chính phủ lâm thời của nước Nga được thành lập năm 1918, đứng đầu bởi nhà thám hiểm Bắc cực và người được tặng thưởng huân chương anh hùng Đô đốc Kolchak. Omsk được công bố thủ đô của Nga, và ngân hàng trung ương của nó đã được giao nhiệm vụ bảo vệ an toàn dự trữ vàng của đế chế cũ. Các khoản dự phòng đã được bảo vệ bởi một đơn vị đồn trú của các cựu tù nhân chiến tranh Tiệp Khắc bị mắc kẹt ở Siberia bởi sự hỗn loạn của chiến tranh thế giới thứ nhất và cuộc cách mạng tiếp theo của Nga. Omsk đã trở thành một mục tiêu chính cho Hồng quân, những người đã xem nó như là rất quan trọng vào chiến dịch Siberia của họ, cuối cùng buộc phải Kolchak, chính phủ của ông, và vàng để từ bỏ thành phố và rút lui dọc theo xuyên Xibiri về phía đông đến Irkutsk. Lực lượng Bolshevik vào thành phố vào năm 1919
Chính phủ Liên Xô ưa thích thành phố Novonikolayevsk trẻ, tên tại thời điểm đó của Novosibirsk làm trung tâm hành chính của Tây Siberia, khiến việc chuyển giao khối lượng chức năng hành chính, văn hóa và giáo dục khỏi Omsk, làm giảm sự tăng trưởng của thành phố và làm dấy lên một sự cạnh tranh giữa các hai thành phố này vẫn tiếp tục cho đến ngày nay. Thành phố đã nhận được sức sống mới như là sau chiến tranh thế giới thứ hai - bởi vì nó nằm cách xa chiến trường và đã có một cơ sở hạ tầng phát triển tốt, Omsk là một nơi ẩn náu hoàn hảo cho nhiều ngành công nghiệp sơ tán đi từ phía trước vào năm 1941. Ngoài ra, trong kế hoạch dự phòng đã được thực hiện để chuyển vốn tạm thời của Liên Xô để Omsk, trong trường hợp của một chiến thắng Đức trong trận của Moskva. Vào cuối cuộc chiến, Omsk vẫn còn là một trung tâm công nghiệp lớn, và trở thành địa điểm hàng đầu trong ngành sản xuất công nghiệp quân sự của Liên Xô. Mật độ của các doanh nghiệp quân sự cũng có tác dụng tiêu cực, cho đến năm 1990, thành phố vẫn đóng cửa đối với người nước ngoài, và sau năm 1990, sự sụp đổ của nhu cầu quân đội Xô Viết đã dẫn đến tỷ lệ thất nghiệp cao.
Ngành công nghiệp quân sự di chuyển ở đây bao gồm một phần của phòng thiết kế xe tăng OKMO vào năm 1941, nhà máy số 185 S.M. Kirov từ Chelyabinsk, trong năm 1962. Nhà máy Kirov và văn phòng thiết kế Omsk Transmash sản xuất xe tăng T-80 từ những năm 1970, và chịu trách nhiệm về BTR-T, TOS-1, và mẫu xe tăng Black Eagle. Omsk Transmash tuyên bố phá sản vào năm 2002.
Trong những năm 1950, sau sự phát triển của các mỏ dầu mỏ và khí thiên nhiên ở Siberia, một khu liên hợp lọc dầu được xây dựng, cùng với một "thị trấn của những người dầu khí" hoàn toàn, mở rộng Omsk phía bắc dọc theo các Irtysh. Cho đến nay đây là phức hợp nhà ở dầu khí kiểu này lớn nhất ở Nga. Gazprom Neft, công ty mẹ, là người sử dụng lao động lớn nhất trong thành phố.

## Địa lý
Omsk trải dài dọc theo hai bờ sông Irtysh chảy về phía bắc tại hợp lưu của nó với sông Om nhỏ hơn. Thành phố có độ cao 87 mét trên mực nước biển ở điểm cao nhất của nó.
Omsk là một trung tâm đường sắt quan trọng, và là điểm giao nhau cho chi nhánh phía Bắc và phía Nam của tuyến đường sắt Trans-Siberian. Thành phố này cũng phục vụ như một trung tâm chính của mạng lưới đường cao tốc khu vực. Cảng sông phục vụ cả hành khách và hàng hóa, cho phép truy cập thành phố đến đường thủy mở rộng của các con sông Irtysh và Ob. Các tuyến đường thủy kết nối Omsk than và các thị trấn khai thác khoáng sản ở thượng lưu sông ở Kazakhstan, cũng như với dầu và khí thiên nhiên, và hoạt động khai thác gỗ phía bắc Siberia. Omsk được phục vụ bởi sân bay Tsentralny với các tuyến bay trong nước và quốc tế (chủ yếu là Đức và Kazakhstan), làm cho thành phố là một trung tâm hàng không quan trọng đối với Siberia và Viễn Đông Nga.
Omsk có khí hậu khô và lục địa, đặc trưng bởi các biến động đáng kể của thời tiết. Nhiệt độ trung bình hàng ngày, được chụp trong vòng ba thập kỷ qua, là +20 °C (68 °F) cho tháng Bảy và -17 °C (1 °F), mặc dù nhiệt độ có thể đạt tới 45 °C (113 °F) trong mùa hè và giảm xuống -45 °C (-49 °F) vào mùa đông. Trung bình, Omsk thấy hơn 300 ngày nắng trong bất cứ năm nào. Lượng mưa trung bình hàng năm là 315 mm (12,4 in).

## Liên kết
- Official website of Omsk city administration
- RMX.ru, Open Omsk, an independent news source
- Omsktime.ru, Current events in Omsk (tiếng Nga)
- Univer.omsk.su Lưu trữ ngày 6 tháng 3 năm 2013 tại Wayback Machine, Omsk-On-Line
- Omsk in Livejournal.com (tiếng Nga)

Bản mẫu:Tỉnh Omsk